# 亀澤恭平
亀澤 恭平（かめざわ きょうへい、1988年10月15日 - ）は、岡山県津山市出身の元プロ野球選手（内野手）、野球指導者。右投左打。

## 経歴

### プロ入り前
津山市立鶴山小学校から津山市立中道中学校へ進学し、軟式野球をはじめた。岡山県作陽高等学校に進学、3年夏は第88回全国高等学校野球選手権岡山大会3回戦で敗退。甲子園出場経験はなかった。
高校卒業後は設立初年度の環太平洋大学に進学、中国地区大学野球連盟に加盟した同校野球部に1期生として入部した。大学に進学したのは、高校2年の秋に地元岡山県で開催された第60回国民体育大会を見学した際に田中将大を見てプロは自分に縁がないと思い、教員を目指したためである。4部リーグからリーグ戦24連勝を記録し、3年時の春には1部リーグ昇格を果たした。4年時の春には、1部リーグで初のベストナインに選出され、秋は創部4年目で初優勝を達成した。11月の第41回明治神宮野球大会にも出場を果たし、2番遊撃手で3打数2安打1盗塁だったが、初戦の神奈川大学戦に3-4で敗れた。大学の同期には尾中博俊、2年後輩には又吉克樹、松本直晃がいる。プロ志望届を提出するも、同年のドラフト会議では指名漏れとなった。その後、四国アイランドリーグplus・香川オリーブガイナーズの非公開トライアウトを受験して合格し、大学卒業後に入団した。
香川では1年目ながら、遊撃手のレギュラーに定着し、1番打者として打率.303、3本塁打、21打点の成績を挙げ、リーグ2位の26盗塁を記録した。
福岡ソフトバンクホークス三軍との交流試合でも活躍し、スカウトの目に止まった
。
2011年10月27日、プロ野球ドラフト会議で福岡ソフトバンクホークスから育成2位指名を受けた。12月12日の新入団発表にて背番号は124となった。

### ソフトバンク時代

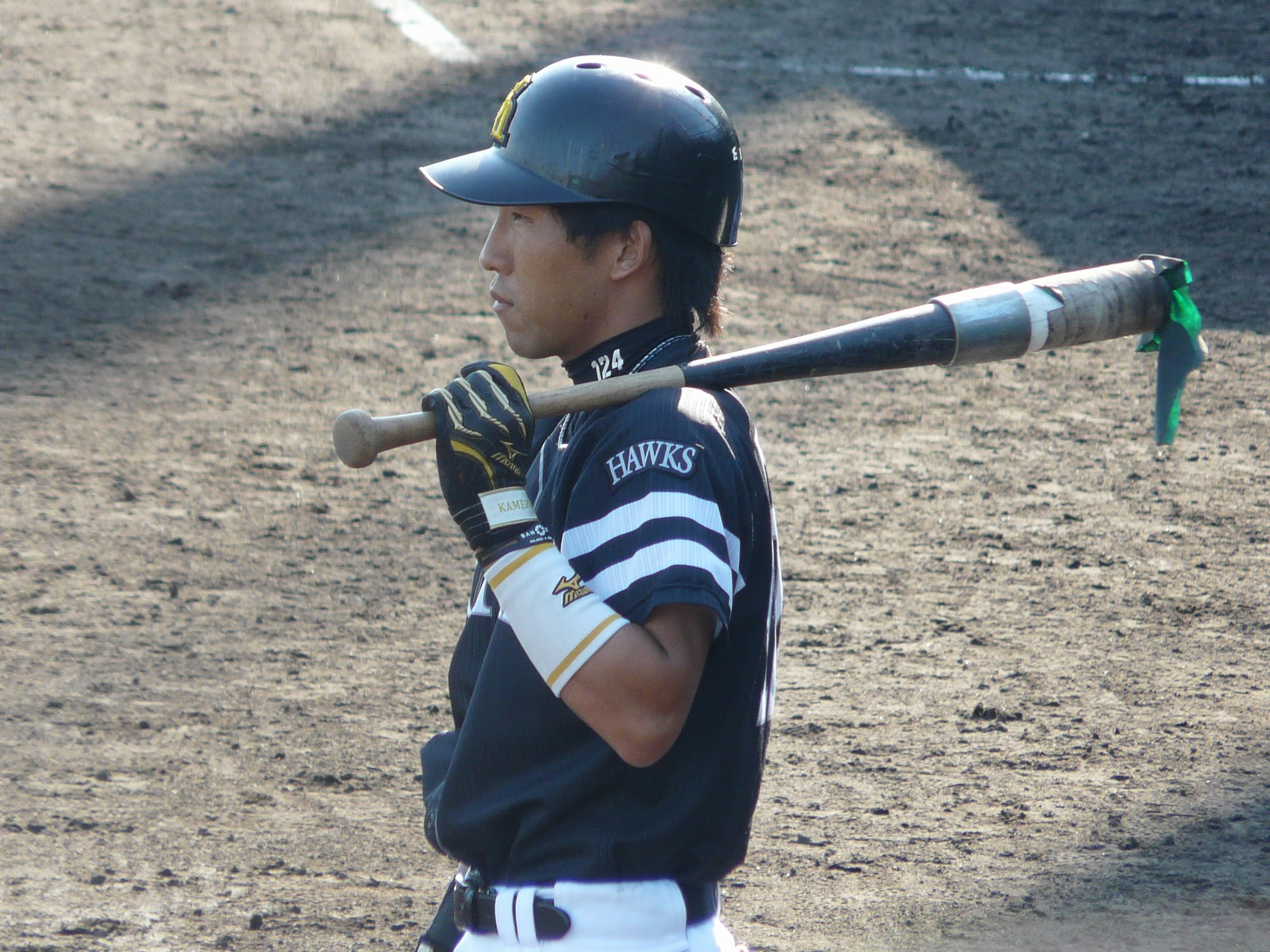
ソフトバンク時代

2012年、ウエスタン・リーグ公式戦では育成選手ながら開幕戦から出場。塚田正義の怪我による辞退のため補充選手として選出され、7月19日にHARD OFF ECOスタジアム新潟で開催されたフレッシュオールスターゲームに出場した。二軍では46試合に出場したが、打率.213、7盗塁に終わった。10月6日のファーム日本選手権に代打で起用されたが無安打だった。
2013年、オープン戦では3月5日からベンチ入り。3月8日から代打・代走・守備などでオープン戦3試合に出場した。二軍で98試合に出場し、規定未到達ながら打率.310、出塁率.364と結果を残した。盗塁は14とリーグ4位だったが、盗塁刺はそれを上回るリーグワーストの17だった。10月6日のファーム日本選手権で二塁手として途中出場したが無安打だった。
2014年、二軍では106試合に出場。初めて規定打席に到達し、リーグ10位の打率.279を記録した。リーグ3位タイの三塁打5本を打ち、盗塁成功率も改善した。10月6日のファーム日本選手権で7番三塁手として先発出場を果たし、二度出塁したが得点には繋がらず、守備でのミスが同点に繋がった。10月31日、育成選手として3年間在籍したための規約に則り、自由契約が公示された。ソフトバンクは育成選手として再契約する意向を示しており秋季キャンプに参加させていた。しかし、中日ドラゴンズから支配下登録選手として契約することも視野にオファーを受け、承諾した。

### 中日時代
2014年、中日の秋季キャンプにテスト生として招待された亀澤は、11月14日のジェイプロジェクト硬式野球部とのプロ・アマ交流戦に2番二塁手で先発出場し、3打数2安打と結果を残した。11月18日に中日ドラゴンズが亀澤の支配下登録選手としての獲得を発表した。背番号は53。オフの秋季キャンプでは二軍監督の佐伯貴弘と相談し、バッティングフォームを大きく変更し、当て逃げからしっかり振り抜く形とした。
2015年、開幕一軍を勝ち取り、3月29日に一軍初出場を果たすとその試合で4安打を放つ活躍を見せた。その後も二塁手として、ベテランの荒木雅博と併用されながら試合出場を続け、10月7日の最終戦の広島東洋カープ戦まで1度も抹消されずにシーズンを終えた。（同日、引退を表明していた山本昌の公式戦最終登板にも、二塁でスタメン出場を果たしている。）一軍、二軍の入れ替わりが激しい中、野手では開幕から1度も抹消をされず一軍に残った数少ない選手である。11月17日の契約更改ではナゴヤ球場に隣接する選手寮で契約更改交渉に臨み、約440万円から355％（約1560万円）増の約2000万円で一発サインした。
2016年、荒木から二塁手のレギュラーを奪うには至らず、前年よりも出場試合数は減少した。11月9日の契約更改では10%ダウンとなる推定1800万円で契約したが、記者会見での第一声で「サインしませんでした」と述べて即座に訂正するパフォーマンスを見せ、試合中のベンチにおけるムードメーキングなどは評価を受けたと述べた。
2017年は二塁手でスタメン出場する機会が増え、7月18日の時点で75試合に出場して打率.293を記録していたが、同日の対読売ジャイアンツ戦で走塁中に左膝を負傷して19日付で登録を抹消された。8月29日に復帰するまで約1か月余り出場から遠ざかった。
2018年は、中日入団後最多の110試合に出場。そのうち先発出場は28試合だった。2019年は新人の根尾昂の加入で内野のポジション争いが想定されることから、外野を守ることも想定していると前年オフに報じられた。
2019年は開幕一軍入りしたが、打撃不振で4月8日に登録抹消された。同年は阿部寿樹が二塁のレギュラーに定着したこともあり47試合の出場に留まった。10月1日、戦力外通告を受けた。
11月12日に大阪シティ信用金庫スタジアムで行われた12球団合同トライアウトに参加し、5打席で2安打4出塁を記録。第5打席目は青山大紀（前オリックス）から左中間へ適時三塁打を放ち、スタンドから大きな拍手を受けた。12月2日に自由契約公示された。

### 琉球時代
2019年11月21日、2020年より始動する沖縄初のプロ野球チーム・琉球ブルーオーシャンズに入団することが報じられた。報道の前日には自身のTwitterに、去就が決まったことをほのめかすツイートをしていた。2020年1月20日、内野守備コーチを兼任することが発表された。2021年2月5日、この年も引き続き琉球で兼任コーチとしてプレーすることが決まった。
2021年9月1日自身のTwitterで、8月31日をもって現役引退したことを表明、球団からも正式に任意引退が発表された。

### 現役引退後
2021年9月17日、地元岡山県の社会人野球クラブチーム・ショウワコーポレーション硬式野球部の臨時コーチに就任したことを報告した。同年11月からは、加藤安雄に代わり同チームの監督に就任した。監督としての目標として「全日本クラブ選手権優勝」「都市対抗大会出場」「プロ野球選手の輩出」の3つを就任から3年以内に達成することを挙げている。
2022年、中国・四国地区予選を勝ち抜き、全日本クラブ野球選手権本戦への進出に導く。本戦では初戦敗退を喫し、シーズンオフには選手20人中18人の入れ替えを敢行した。選手集めは亀澤自身が東京から沖縄まで大半を車で駆け回って行ったものであり、厳しい競争で緊張感を生み、選手に刺激を与えた。
2023年も2年連続で全日本クラブ野球選手権本戦への進出に導き、そのままチーム初となる優勝を達成した。しかし、推薦出場した同年秋の社会人野球日本選手権では三菱自動車岡崎から1点も取れずに初戦敗退を喫し、「企業チームの投手はやはりクラブチームとはレベルが違う」「『来年こそ』という思い」とコメントを残している。その後、自ら12球団合同トライアウトに出向き、元NPB選手3名を獲得したほか、自らが視察して獲得を決めた有望選手15名を社員として獲得し、チームの補強を行った。

## 選手としての特徴
50メートル走のタイムが5秒8の俊足と堅実な守備が売り。独立リーグ時代は3割26盗塁で、一塁までの到達時間は4秒未満だった。足を生かしてセーフティバントも仕掛けるほか、ヘッドスライディングも多く見せる。
香川オリーブガイナーズでは元・近鉄の前田忠節コーチからマンツーマンで守備指導を受け、亀澤も「衝撃が大きすぎました。一つ一つの教えがレベルの高いものだった。」と述べている。

## 人物
中日入団が決まった際に同球団で1年目からブレイクした大学、独立リーグ時代の後輩である又吉はウィンターリーグ派遣先のドミニカ共和国から亀澤に連絡した。
チーム内ではムードメーカー的存在で、チームメイトの平田良介や遠藤一星と共に得点が入るとカメラに向かい、パフォーマンスをすることがあった。2016年はパフォーマンスを「封印」したが、同年11月の契約更改後の記者会見では「楽しく野球をしたい」という理由で再開する意向を示した。
2016年1月に幼馴染の女性と結婚したことを公表した。2017年4月12日にNPB公式戦で初の本塁打を記録したが、この日が妻の誕生日で、試合前に本塁打のリクエストがあったという。
右投げだが、利き手は左である。
東京ヤクルトスワローズのマスコットであるつば九郎を見掛けると体当たりしてハグをしたりなど、仲の良さそうな様を見せている。2019年オフに亀澤が中日から戦力外通告を受けたときにはつば九郎がブログを更新し、「まだまだやれるっしょ？」「がんばれ～かめちゃん。いつでも、おうえんしてるよ～！！！！！」とエールを送られている。

## 詳細情報

### 年度別打撃成績
| 年 度    | 球 団    | 試 合 | 打 席 | 打 数 | 得 点 | 安 打 | 二 塁 打 | 三 塁 打 | 本 塁 打 | 塁 打 | 打 点 | 盗 塁 | 盗 塁 死 | 犠 打 | 犠 飛 | 四 球 | 敬 遠 | 死 球 | 三 振 | 併 殺 打 | 打 率 | 出 塁 率 | 長 打 率 | O P S |
| -------- | -------- | ----- | ----- | ----- | ----- | ----- | -------- | -------- | -------- | ----- | ----- | ----- | -------- | ----- | ----- | ----- | ----- | ----- | ----- | -------- | ----- | -------- | -------- | ----- |
| 2015     | 中日     | 107   | 376   | 331   | 30    | 89    | 6        | 2        | 0        | 99    | 12    | 9     | 8        | 27    | 1     | 15    | 0     | 2     | 44    | 3        | .269  | .304     | .299     | .603  |
| 2016     | 中日     | 59    | 137   | 124   | 12    | 28    | 4        | 0        | 0        | 32    | 5     | 5     | 3        | 4     | 1     | 8     | 0     | 0     | 20    | 1        | .226  | .271     | .258     | .529  |
| 2017     | 中日     | 98    | 290   | 254   | 31    | 73    | 5        | 0        | 2        | 84    | 13    | 6     | 6        | 18    | 2     | 13    | 0     | 3     | 30    | 1        | .287  | .327     | .331     | .658  |
| 2018     | 中日     | 110   | 206   | 185   | 21    | 53    | 2        | 2        | 0        | 59    | 8     | 5     | 3        | 3     | 0     | 17    | 2     | 1     | 21    | 2        | .286  | .350     | .319     | .669  |
| 2019     | 中日     | 47    | 49    | 47    | 7     | 6     | 0        | 1        | 0        | 8     | 2     | 0     | 3        | 1     | 0     | 1     | 0     | 0     | 5     | 2        | .128  | .146     | .170     | .316  |
| NPB：5年 | NPB：5年 | 421   | 1058  | 941   | 101   | 249   | 17       | 5        | 2        | 282   | 40    | 25    | 23       | 53    | 4     | 54    | 2     | 6     | 120   | 9        | .265  | .307     | .300     | .607  |

### 年度別守備成績
| 年 度 | 球 団 | 二塁  | 二塁  | 二塁  | 二塁  | 二塁  | 二塁     | 三塁  | 三塁  | 三塁  | 三塁  | 三塁  | 三塁     | 遊撃  | 遊撃  | 遊撃  | 遊撃  | 遊撃  | 遊撃     | 外野  | 外野  | 外野  | 外野  | 外野  | 外野     |
| 年 度 | 球 団 | 試 合 | 刺 殺 | 補 殺 | 失 策 | 併 殺 | 守 備 率 | 試 合 | 刺 殺 | 補 殺 | 失 策 | 併 殺 | 守 備 率 | 試 合 | 刺 殺 | 補 殺 | 失 策 | 併 殺 | 守 備 率 | 試 合 | 刺 殺 | 補 殺 | 失 策 | 併 殺 | 守 備 率 |
| ----- | ----- | ----- | ----- | ----- | ----- | ----- | -------- | ----- | ----- | ----- | ----- | ----- | -------- | ----- | ----- | ----- | ----- | ----- | -------- | ----- | ----- | ----- | ----- | ----- | -------- |
| 2015  | 中日  | 88    | 206   | 231   | 5     | 43    | .989     | -     | -     | -     | -     | -     | -        | 11    | 5     | 20    | 0     | 1     | 1.000    | -     | -     | -     | -     | -     | -        |
| 2016  | 中日  | 25    | 36    | 59    | 1     | 13    | .990     | 26    | 7     | 29    | 1     | 2     | .973     | 1     | 0     | 0     | 0     | 0     | .---     | -     | -     | -     | -     | -     | -        |
| 2017  | 中日  | 64    | 118   | 150   | 1     | 40    | .996     | 24    | 8     | 42    | 1     | 2     | .980     | -     | -     | -     | -     | -     | -        | -     | -     | -     | -     | -     | -        |
| 2018  | 中日  | 54    | 63    | 101   | 0     | 20    | 1.000    | 5     | 0     | 1     | 0     | 0     | 1.000    | -     | -     | -     | -     | -     | -        | -     | -     | -     | -     | -     | -        |
| 2019  | 中日  | 23    | 15    | 29    | 0     | 5     | 1.000    | 5     | 1     | 5     | 0     | 0     | 1.000    | -     | -     | -     | -     | -     | -        | 1     | 0     | 0     | 0     | 0     | .---     |
| 通算  | 通算  | 254   | 438   | 570   | 7     | 121   | .993     | 60    | 16    | 77    | 2     | 4     | .979     | 12    | 5     | 20    | 0     | 1     | 1.000    | 1     | 0     | 0     | 0     | 0     | .---     |

### 記録
NPB
- 初出場・初先発出場：2015年3月29日、対阪神タイガース3回戦（京セラドーム大阪）、2番・二塁手で先発出場
- 初打席・初安打：同上、1回表に藤浪晋太郎から左前安打
- 初打点：2015年4月1日、対読売ジャイアンツ2回戦（ナゴヤドーム）、1回裏に大竹寛から左前適時打
- 初盗塁：同上、1回裏に二盗（投手：大竹寛、捕手：小林誠司）
- 初犠打：2015年4月2日、対読売ジャイアンツ3回戦（ナゴヤドーム）、7回裏に山口鉄也から捕手前犠打
- 初本塁打：2017年4月12日、対東京ヤクルトスワローズ1回戦（明治神宮野球場）、10回表に星知弥から右越2ラン

### 独立リーグでの打撃成績
| 年 度   | 球 団   | 試 合 | 打 数 | 得 点 | 安 打 | 本 塁 打 | 打 点 | 盗 塁 | 犠 打 | 犠 飛 | 四 球 | 死 球 | 三 振 | 打 率 | 出 塁 率 |
| ------- | ------- | ----- | ----- | ----- | ----- | -------- | ----- | ----- | ----- | ----- | ----- | ----- | ----- | ----- | -------- |
| 2011    | 香川    | 64    | 261   | 47    | 79    | 3        | 21    | 26    | 6     | 3     | 23    | 9     | 30    | .303  | .379     |
| IL：1年 | IL：1年 | 64    | 261   | 47    | 79    | 3        | 21    | 26    | 6     | 3     | 23    | 9     | 30    | .303  | .379     |

### 背番号
- 8 （2011年）
- 124 （2012年 - 2014年）
- 53 （2015年 - 2019年）
- 2 （2020年 - 2021年8月31日）

### 登場曲
- 「挑め」KREVA（ - 2015年6月ごろ）
- 「イッサイガッサイ」KREVA（2015年7月ごろ - 2016年） ※2016年は第3打席以降
- 「And i love so」AK-69（2016年） ※第1打席
- 「音色」KREVA（2016年） ※第2打席
- 「AUDIENCE」浜崎あゆみ（2016年 - ） ※得点圏での打席
- 「何度でも」DREAMS COME TRUE（2017年 - 2019年）